# Collection Félix Potin

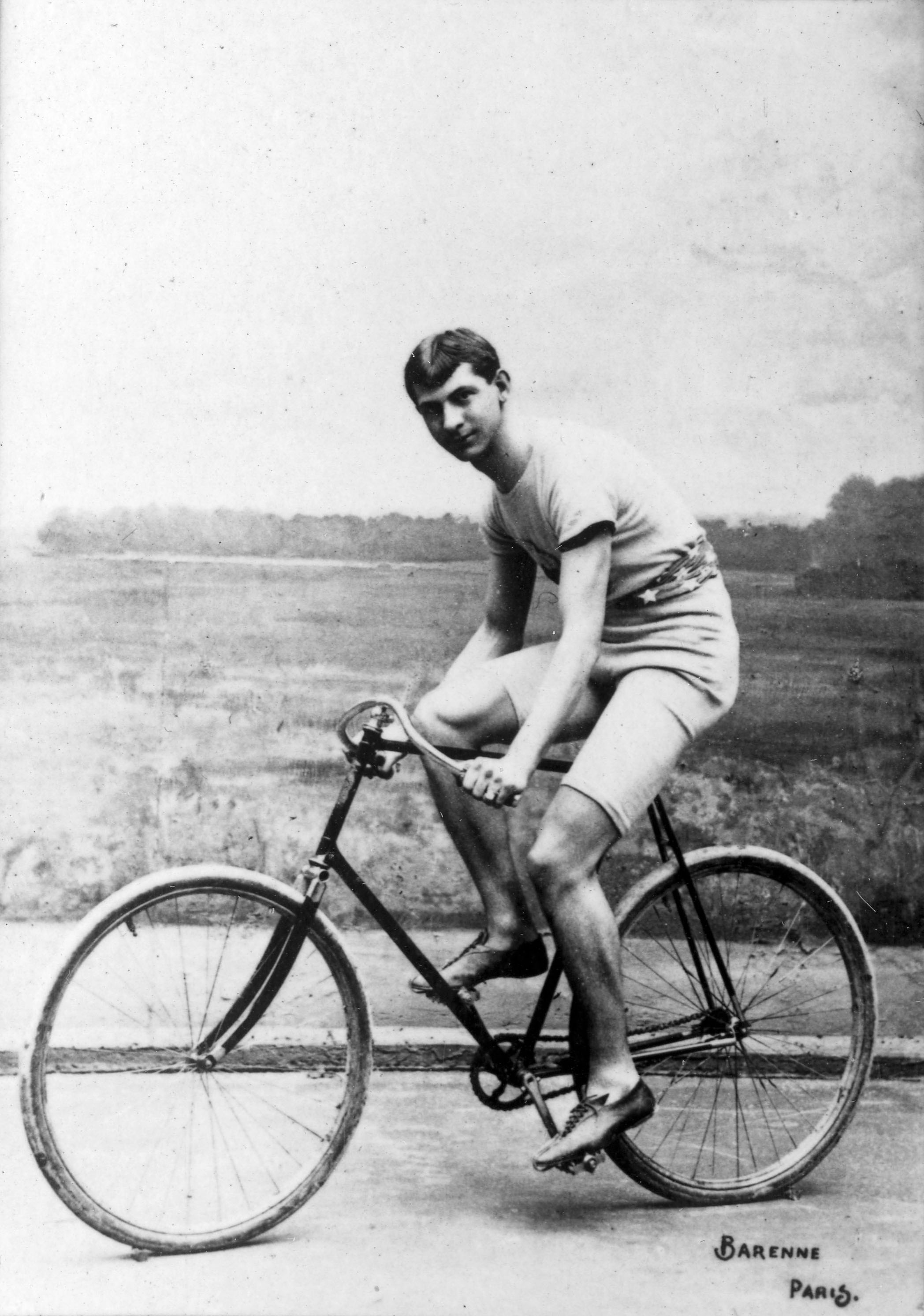
Charles Barenne: Arthur-Augustus Zimmerman, asi 1900

Collections Félix Potin (Sbírka Félixe Potina) je soubor portrétních fotografií sebraný pod názvem Célébrités contemporaines (Současné celebrity), jako série reklamních snímků („image publicitaire“) nabízených s tabulkou čokolády Félix Potin od roku 1898 do roku 1922 (a pravděpodobně i déle), kterou tvořila tři fotografická alba.

## Popis
Na fotografiích se podílelo více umělců nezávisle na sobě a soubor vycházel v letech 1898 – 1922. Portrétní fotografie významných osobností své doby z oblasti kultury, vědy a sportu byly poskládané do alba jako bromostříbrné reprodukce na lepence ve velikosti carte de visite 7,4 cm × 4,2 cm. Mezi významnější autory snímků patří Nadar, jeho bratr Paul nebo Adolphe Braun. V cyklu se objevila i díla od neznámých fotografů.

## Galerie

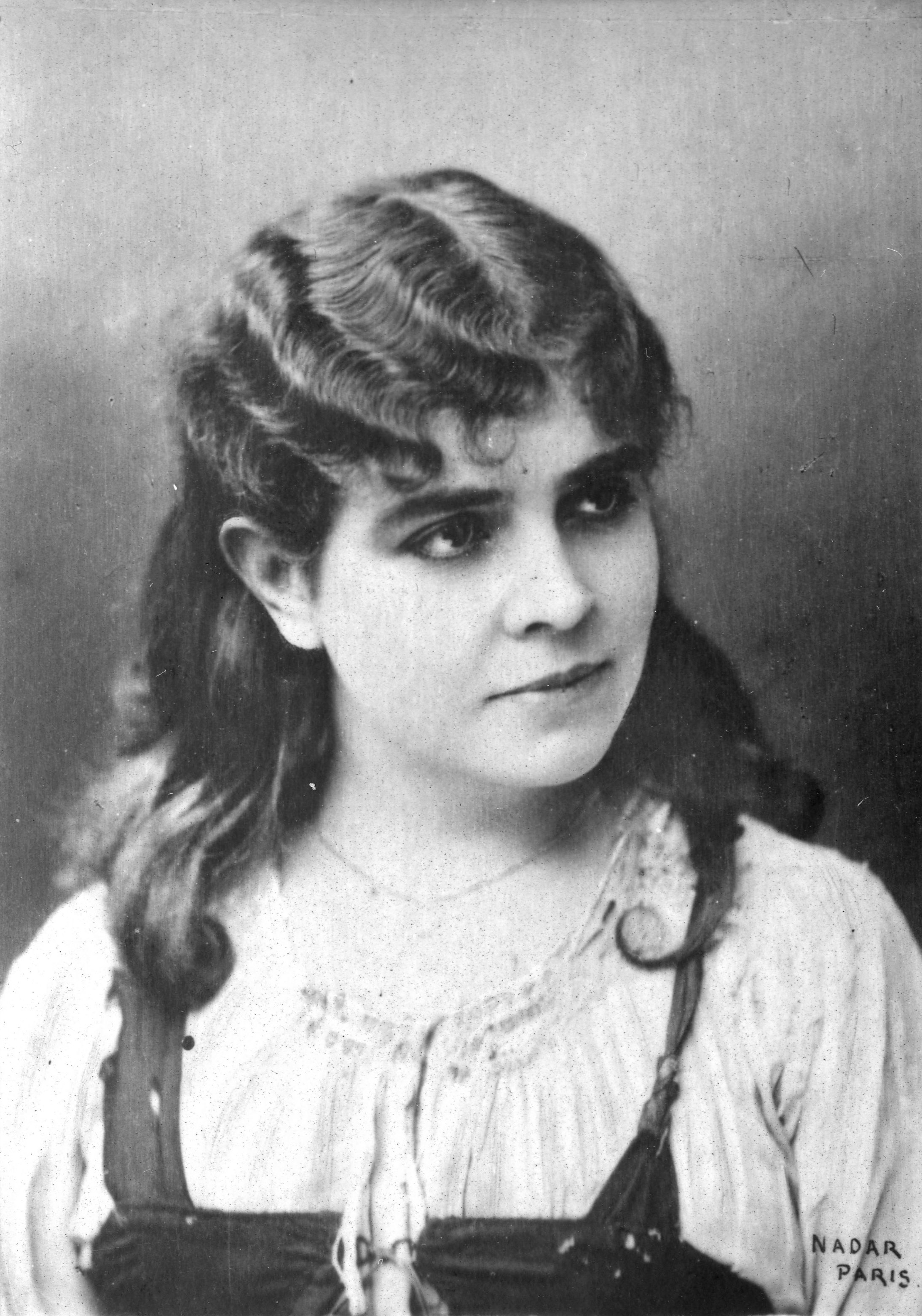
Nadar: Célestine Marié, zvaná Galli-Marié, asi 1866
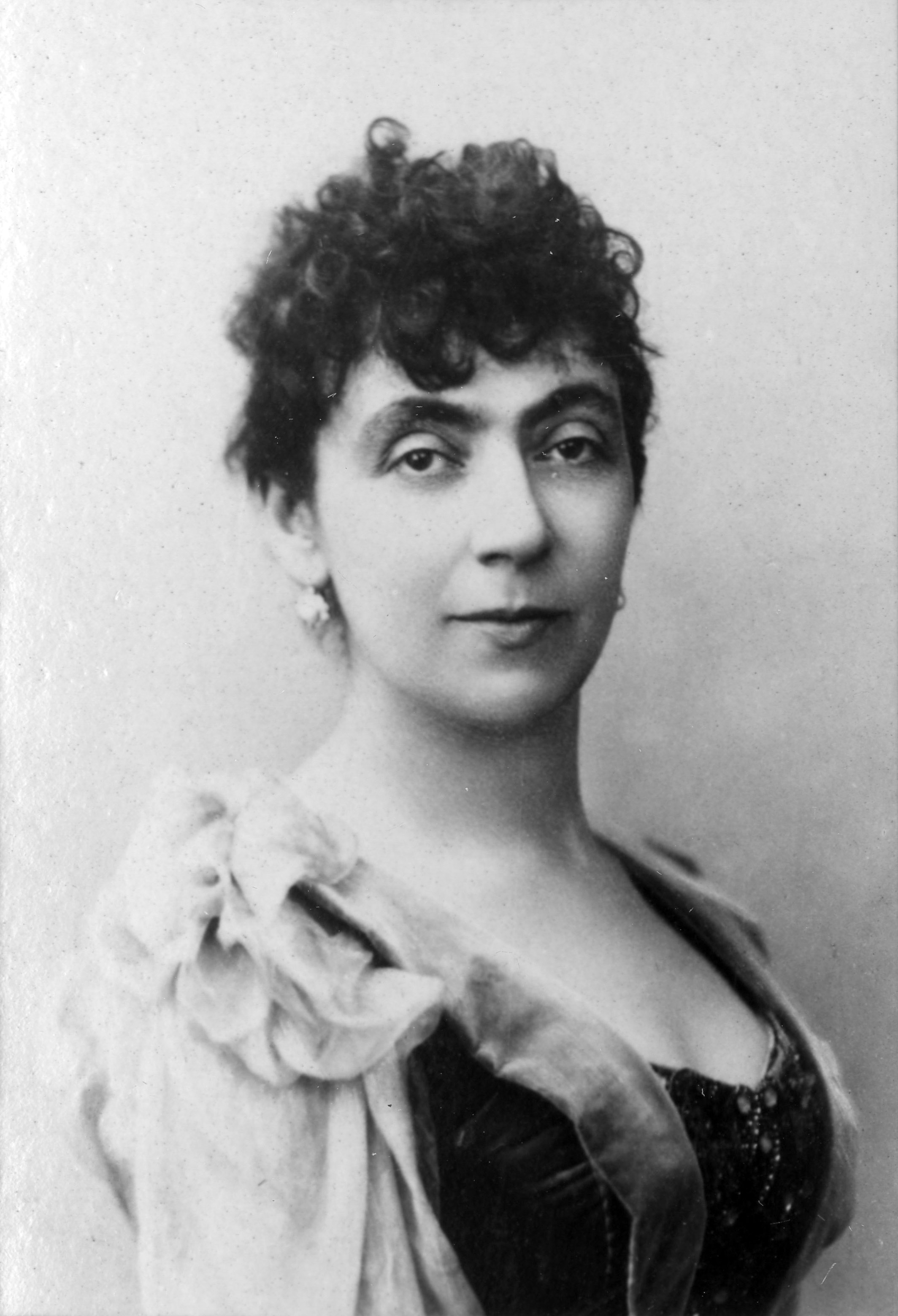
Paul Nadar: Madeleine Lemaire, 1891
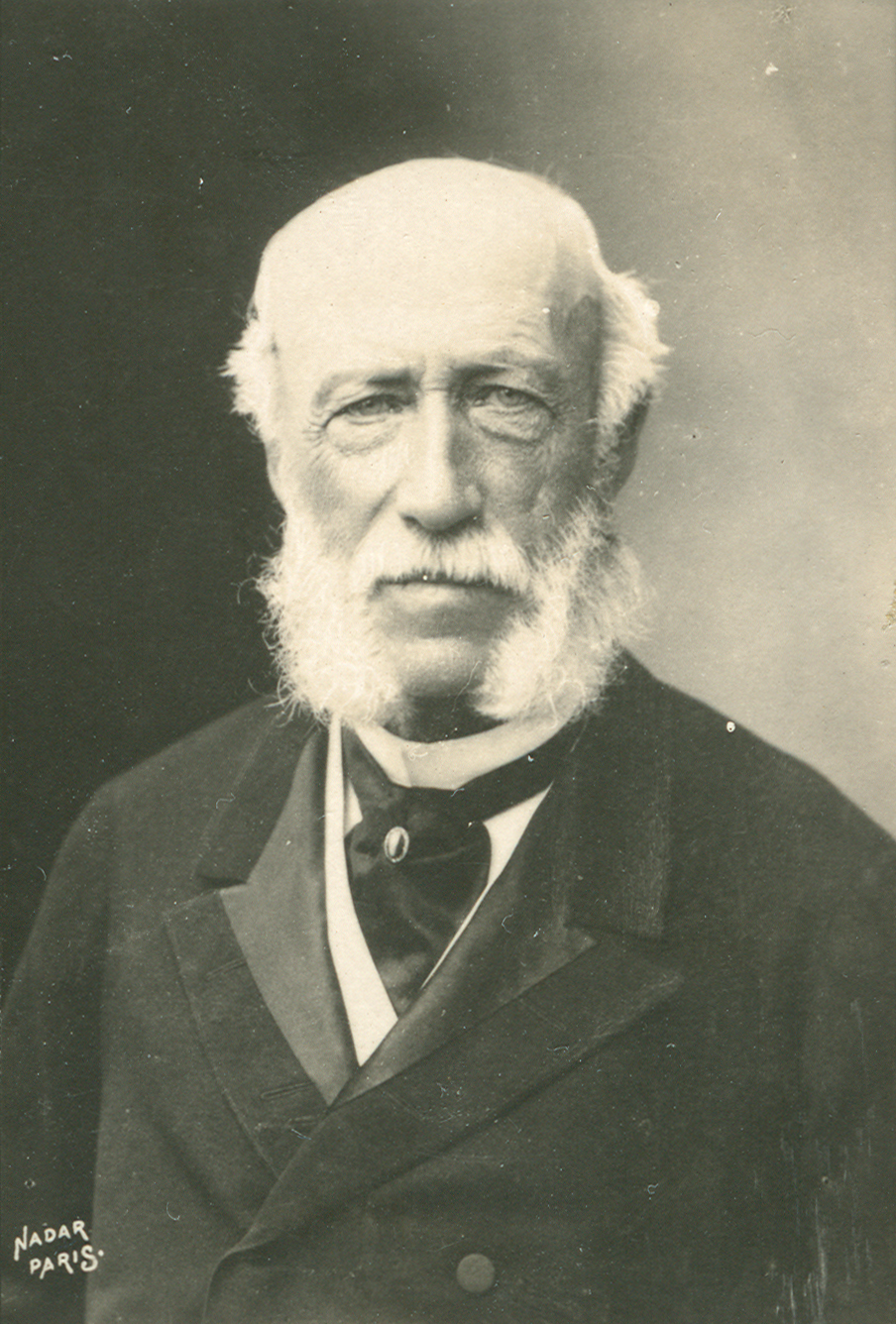
Paul Nadar: Georg Herbert zu Münster, asi 1899
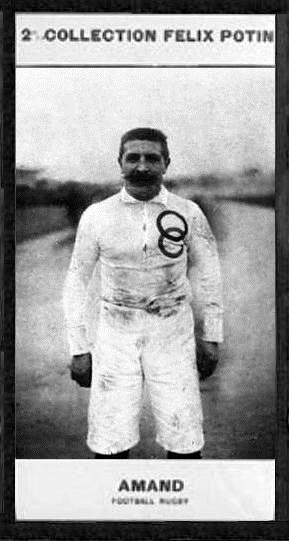
Maurice Branger: Henri Amand, asi 1900
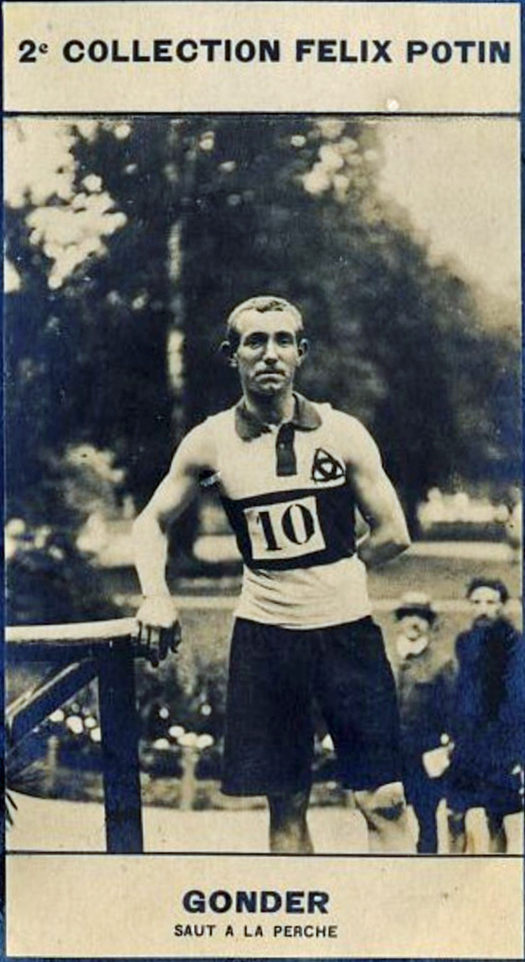
Neznámý fotograf: Fernand Gonder, po roce 1904
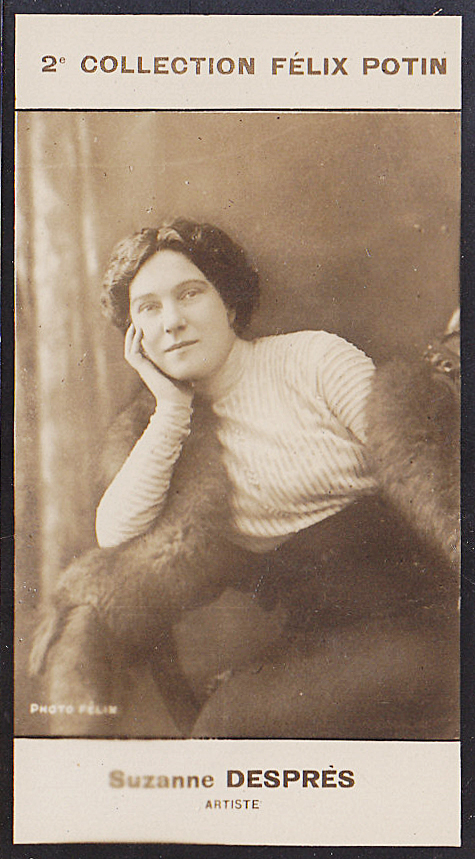
Photo Félix: Suzanne Desprès, asi 1908